# Schlauch-Enzian
Der Schlauch-Enzian (Gentiana utriculosa) ist eine Pflanzenart aus der Gattung der Enziane (Gentiana) in der Familie der Enziangewächse (Gentianaceae).

## Beschreibung

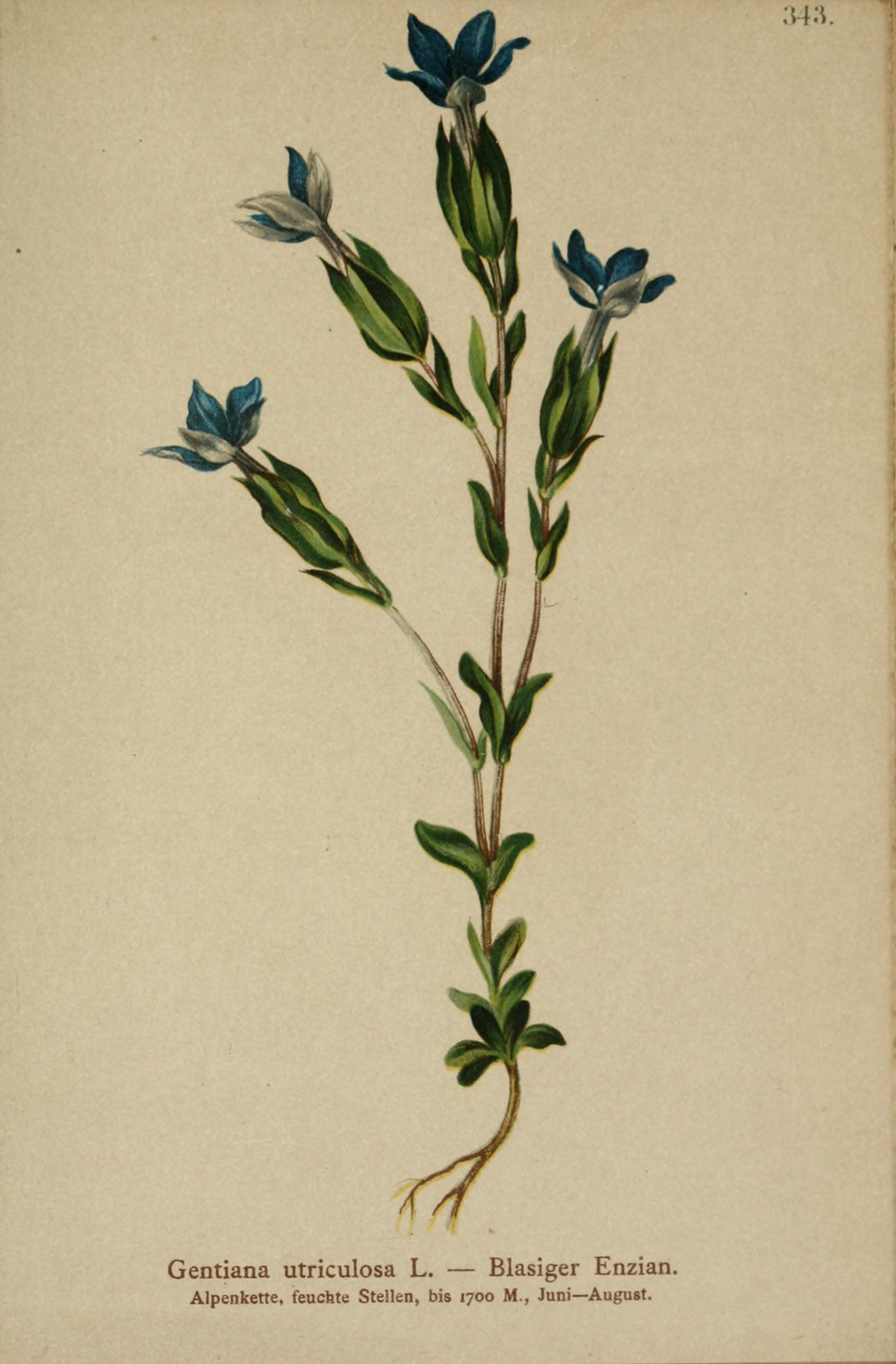
Illustration aus Atlas der Alpenflora, Tafel 343

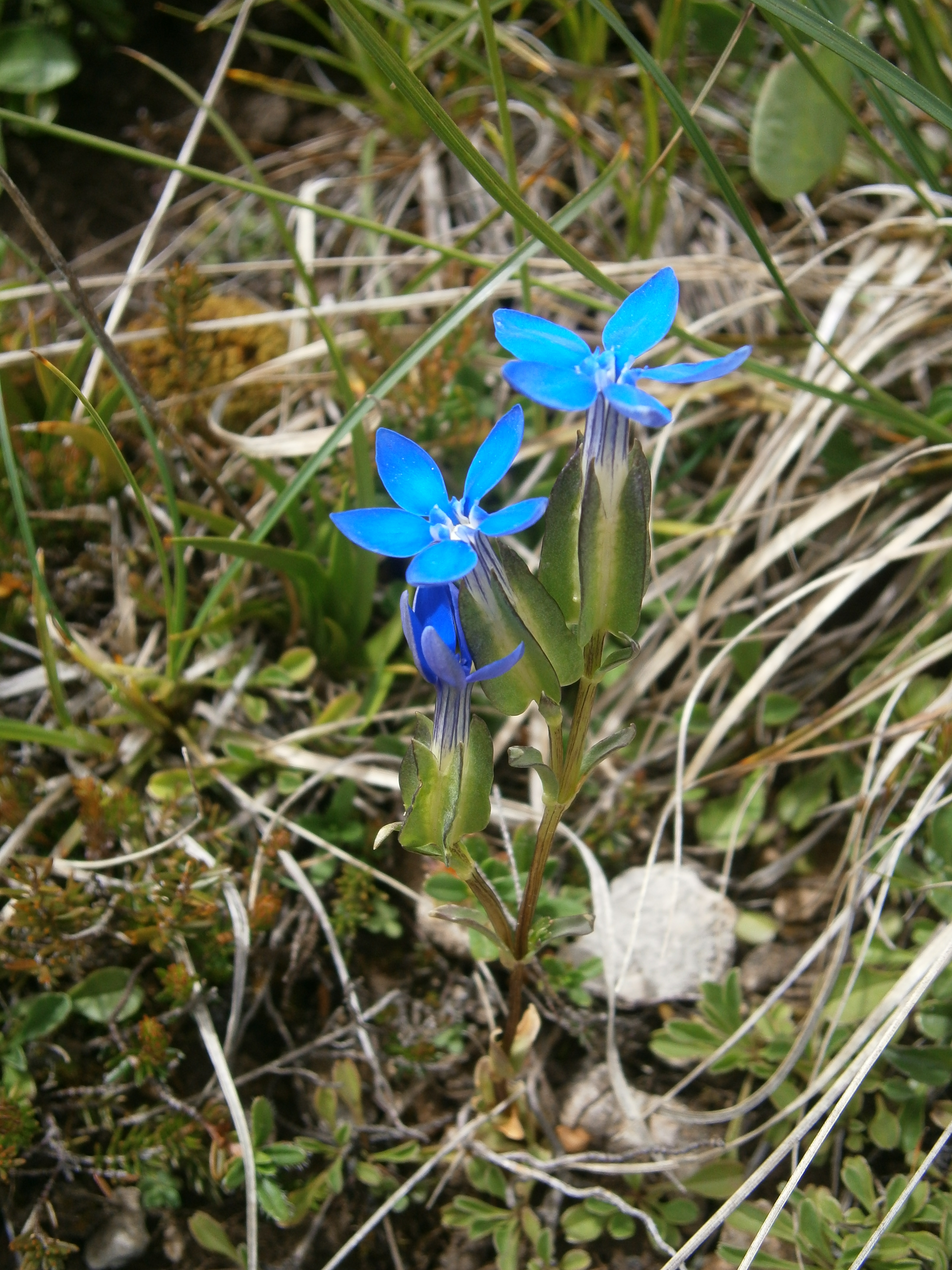
Schlauch-Enzian blühend

### Vegetative Merkmale
Der Schlauch-Enzian ist eine einjährige krautige Pflanze und erreicht Wuchshöhen von 6 bis 25, selten bis 35 Zentimetern. Die Stängel sind einfach oder verzweigt.
Die Laubblätter sind gegenständig angeordnet. Die einfache Blattspreite ist verkehrt-eiförmig oder lanzettlich mit stumpfem oder zugespitztem oberen Ende. Der Blattrand ist schwach papillös. Die grundständige Blattrosette verwelkt zur Blütezeit meist schon.

### Generative Merkmale
Die Blütezeit reicht von Mai bis August. Je Stängel sind meist mehrere Blüten vorhanden.
Die zwittrigen Blüten sind radiärsymmetrisch und fünfzählig mit doppelter Blütenhülle. Die fünf Kelchblätter sind auf 1/2 bis 2/3 ihrer Länge zu einer selten nur 3, meist 4 bis 7 langen Kelchröhre verwachsen. Die aufgeblasene, kantige Kelchröhre ist an den fünf Kanten 2 bis 3 Millimeter breit geflügelt. Die fünf Kelchzähne sind lanzettlich und spitz. Die tief blaue, außen oft grünliche Krone ist stieltellerförmig und 15 bis 20 Millimeter lang. Der Griffel ist verlängert und tief gespalten. Die Narbe ist kreisrund. Die Samen sind schwärzlich, warzig und 1 bis 1,2 Millimeter lang.
Die Chromosomenzahl beträgt 2n = 22.

## Vorkommen
Gentiana utriculosa findet sich hauptsächlich in den Bergen Mitteleuropas, Italiens und der Balkanhalbinsel. Sie gedeiht auf nass-feuchten, kalkreichen, modrig-humosen Ton-, Kalktuff- oder Moorböden. Gebietsweise ist Gentiana utriculosa eine Charakterart des Primulo-Schoenetum aus dem Verband Caricion davallianae, kommt aber auch in Pflanzengesellschaften des Verbands Molinion und in Hochlagen des Verbands Seslerion albicantis vor. In den Allgäuer Alpen steigt sie im Tiroler Teil am Gipfel der Grubachspitze bei Vorderhornbach bis zu einer Höhenlage von 2100 Metern auf. Im Wallis bei Findeln gegen den Stellisee erreicht er sogar 2440 Meter Meereshöhe.
Die ökologischen Zeigerwerte nach Landolt & al. 2010 sind in der Schweiz: Feuchtezahl F = 4w+ (sehr feucht aber stark wechselnd), Lichtzahl L = 4 (hell), Reaktionszahl R = 4 (neutral bis basisch), Temperaturzahl T = 2+ (unter-subalpin und ober-montan), Nährstoffzahl N = 2 (nährstoffarm), Kontinentalitätszahl K = 3 (subozeanisch bis subkontinental).

## Gefährdung und Schutz
Der Schlauch-Enzian ist nach der Bundesartenschutzverordnung (BArtSchV) eine besonders geschützte Art. In der bayrischen Roten Liste der gefährdeten Pflanzenarten ist er als „stark gefährdet“ eingestuft. Der Schlauch-Enzian wird durch den Eingriff in den Wasserhaushalt und Verringerung der natürlichen Lebensraumdynamik der Quellmoore eingedämmt. Pflegemaßnahmen sind zur Bestandserhaltung zwingend notwendig. Sie wurde 1996 in der Roten Liste der gefährdeten Pflanzenarten Deutschlands in Kategorie 2 gestellt = „stark gefährdet“.
Der Schlauch-Enzian ist in der Schweiz potentiell gefährdet.

## Taxonomie
Die Erstveröffentlichung von Gentiana utriculosa erfolgte 1753 durch Carl von Linné. Das Artepitheton utriculosa bedeutet mit vielen Schläuchen.